# Zrinka Kušević
Zrinka Kušević (Zagreb, 18. kolovoza 1977.) je hrvatska kazališna, televizijska i filmska glumica.

## Filmografija

### Televizijske uloge
- "Nemoj nikome reći" kao Lucasova majka iz mašte (2015.)
- "Crno-bijeli svijet kao Nataša (2015.)
- "Pod sretnom zvijezdom" kao Maja Kapelo (2011.)
- "Sve će biti dobro" kao Natalija (2008. – 2009.)
- "Hitna 94" kao kuma (2008.)
- "Dobre namjere" kao novinarka Mira (2008.)
- "Zauvijek susjedi" kao Dijana (2008.)
- "Urota" kao Petra Vojković (2007.)
- "Obični ljudi" kao Hana Hrvatin (2006. – 2007.)
- "Ljubav u zaleđu" kao novinarka Starsa (2005.)

### Filmske uloge
- "Čuvaj se sinjske ruke" kao ruska kurva (2004.)

### Sinkronizacija
- "Dobri dinosaur" kao Pljusak i Lenka (2015.)
- "Winx" kao Musa, Daphne, Vanessa
- "Roary" kao Mimi, Maša (2008.)

## Vanjske poveznice
- Zrinka Kušević u internetskoj bazi filmova IMDb-u (engl.)